# Celestina Casapietra
Celestina Casapietra, née le 23 août 1938 à Gênes et morte le 10 août 2024, est une soprano italienne qui est membre de l'Opéra d'État de Berlin de 1965 à 1993 et se produit dans les plus grands opéras européens.
Elle a interprété un vaste répertoire allant des rôles de colorature à l'Elsa de Wagner dans Lohengrin et à la Maddalena de Giordano dans Andrea Chénier, qu'elle enregistré en DVD aux côtés de Franco Corelli.

## Biographie
Née à Gênes le 23 août 1938 ou le 23 août 1939, Celestina Casapietra est exposée très tôt à l'opéra, elle suit des cours de piano pendant son enfance et chanté le Requiem de Verdi dans un chœur à l'âge de 15 ans. Elle étudie le chant au Conservatoire de Gênes et au Conservatoire de Milan avec Gina Cigna. Celestina Casapietra fait ses débuts au Teatro Nuovo de Milan en 1961 dans Mese mariano de Giordano. Elle remporte des prix aux concours de Milan et de Rome en 1963, et se produit dans les opéras italiens de Gênes, San Remo, Pise et Venise, ainsi qu'à l'Opéra National de Lyon.
Celestina Casapietra est révélée par le chef d'orchestre Otmar Suitner en 1964 lorsqu'elle se produit dans Parsifal de Wagner. Il la convainc de rejoindre l'Opéra d'État de Berlin, à Berlin-Est. Elle y joue à partir de 1965, d'abord dans le rôle de Kurtisane dans Die Verurteilung des Lukullus de Paul Dessau, Fiordiligi dans Così fan tutte de Mozart, Donna Anna dans Don Giovanni de Mozart,, et Woglinde dans L'Anneau du Nibelung de Wagner. Elle y interprète Leonore dans Fidelio de Beethoven, Agathe dans Der Freischütz de Weber, Elsa dans Lohengrin de Wagner, Tatiana dans Eugène Onéguine de Tchaïkovski et Maddalena dans Andrea Chénier de Giordano. En 1971, elle interprète le rôle-titre de Manon de Massenet, aux côtés de Peter Schreier dans le rôle de Des Grieux, mis en scène par Horst Bonnet (de) et dirigé par Arthur Apelt,. Elle se produit également à Berlin dans les rôles de Cléopâtre dans Giulio Cesare de Haendel, d'Alice Ford dans Falstaff de Verdi, de Liu dans Turandot de Puccini, et d'Elisabeth dans Tannhäuser de Wagner.
L'Opéra d'État de Berlin lui décerne le titre de Kammersängerin. Son contrat est résilié en 1993, ce qui donne lieu à un long procès qu'elle  gagne.
Celestina Casapietra se produit en tant qu'invité à La Fenice de Venise, à l'Opéra d'État de Vienne, à l'Opéra d'État de Bavière à Munich, à l'Opéra d'État de Hambourg et au Théâtre Bolchoï de Moscou. Au Festival de Salzbourg, elle apparaît dans Rappresentatione di Anima, et di Corpo de Cavalieri de 1969 à 1971. Elle interprète Vitellia dans La clemenza di Tito de Mozart lors de la Mozartwoche de Salzbourg en 1984, la Maréchale dans Der Rosenkavalier de Richard Strauss à Dublin en 1985 et Elisabeth dans Tannhäuser au festival de Las Palmas de 1986. Elle apparaît dans le rôle de Yü-Pei dans Der Kreidekreis de Zemlinsky à Amsterdam en 1986. En 1994, elle interprète Tosca de Puccini à Gênes, et le rôle-titre d' Ariane à Naxos de R. Strauss à Lyon.

### Vie personnelle
Celestina Casapietra épouse le chef d'orchestre Herbert Kegel en 1966, avec qui elle a un fils, Björn Casapietra (de), qui naît à Gênes et possède un passeport italien. Celestina Casapietra et Herbert Kegel sont considérés comme un couple glamour en Allemagne de l'Est dans les années 1960, et ils divorcent en 1983. Elle réside à Berlin et à Sori, en Ligurie.

### Mort
Celestina Casapietra meurt à Sori le 10 août 2024, à l'âge de 85 ans,.